# Satanik (lik)
Satanik je glavni lik istoimenog stripa, pravog imena Marny Bannister. Satanik je kemičarka koja je izumila napitak (a kasnije i laser) za pomlađivanje, te postala prelijepa crvenokosa žena, željna novca, slave i užitka. Izuzetno je lukava i sposobna, te ju je policija uhvatila samo jednom a i tad je pobjegla.

## Biografija
Marny Bannister najmlađa je kći u siromašnoj obitelji Bannister. Njezin otac je alkoholičar, njezina majka kućanica a njezine sestre ljepotice koje ne misle na ništa osim da se druže s momcima. Marny nije te sreće, jer na licu ima veliki ožiljak koji je čini ružnom. No jednog dana naiđe na zabilješke ludog kemičara koji joj pomognu otkriti napitak mladosti.